# Tatiana Lióznova
Tatiana Mijaílovna Lióznova (rus: Татья́на Миха́йловна Лио́знова; Moscou, 20 de juliol de 1924-ibidem, 29 de setembre de 2011) va ser una directora de cinema soviètica coneguda per la sèrie de televisió Semnadtsat mgnovenii vesni (Disset instants d'una primavera) de 1973. Va ser nomenada Artista del poble de la URSS el 1984 i va rebre el premi estatal Germans Vasíliev de la RSFSR el 1976.

## Biografia
Va néixer en una família jueva. El seu pare, enginyer i economista, va morir lluitant en la Segona Guerra Mundial el 1941. Després de la secundària, va ingressar a l'Institut d'Aviació de Moscou. Hi va estudiar durant un semestre, ingressant el 1943 a la Universitat Panrussa Gueràssimov de Cinematografia, i s'hi va graduar el 1949. Ja en els seus anys d'estudiant col·laborava en la direcció de pel·lícules.
En els anys 1950, va escriure dues obres de teatre basats en contes populars xinesos i coreans. El 1958 va produir la seva primera pel·lícula, La memòria del cor, i el 1961 la segona, Eudòxia, basada en una novel·la de Vera Panova. La seva tercera pel·lícula, Ells conquisten els cels, dedicada als astronautes, va obtenir un premi a França. El 1968 la pel·lícula Tres àlbers al carrer Plyuixtxikha va rebre un premi de l'Organització Catòlica Internacional del Cinema al Festival Internacional de Cinema de Mar del Plata, Argentina.
El 1973 va dirigir la minisèrie de televisió de 12 capítols Disset instants d'una primavera (escrita per Iulian Semiónov), i fou guardonada amb l'Orde de la Revolució d'Octubre. Després, durant sis anys, es va dedicar a l'ensenyament de l'actuació juntament amb Lev Kulidjanov.
Va ser membre del Comitè Antisionista del Públic Soviètic des de 1983 fins al seu tancament el 1994. Mai es va casar, però va tenir una filla adoptiva.
Va morir als 87 anys al setembre de 2011 després d'una llarga malaltia. Va ser enterrada al costat de la tomba de la seva mare al monestir Donskoi de Moscou.

## Filmografia
- Pamiat serdtsa (Память сердца) / La memòria del cor (1958)
- Ievdokiia (Евдокия) / Eudòxia (1961)
- Im pokoriaetsia nebo (Им покоряется небо) / Ells conquisten els cels (1963)
- Rano utrom (Рано утром) / D'hora al matí (1966)
- Tri topolia na Pliuixtxikhe (Три тополя на Плющихе) / Tres alberes al carrers Plyushcikha (1967)
- Semnadtsat mgnovenii vesni (Семнадцать мгновений весны) / Disset instants d'una primavera (1973); minisèrie de televisió
- Mi, nijepodpisavxiiesia (Мы, нижеподписавшиеся) / Nosaltres, els sotasignants (1981)
- Karnaval (Карнавал) / Carnaval (1981)
- Konets sveta s posleduyushchim simpoziumom (Конец света с последующим симпозиумом) / Fi del món amb un simposi a seguir (1986)